# Woodville (Geórgia)
Woodville é uma cidade localizada no estado americano de Geórgia, no Condado de Greene.

## Demografia
Segundo o censo americano de 2000, a sua população era de 400 habitantes.
Em 2006, foi estimada uma população de 420, um aumento de 20 (5.0%).

## Geografia
De acordo com o United States Census Bureau tem uma área de
12,7 km², dos quais 12,7 km² cobertos por terra e 0,0 km² cobertos por água. Woodville localiza-se a aproximadamente 198 m acima do nível do mar.

## Localidades na vizinhança
O diagrama seguinte representa as localidades num raio de 24 km ao redor de Woodville.